# Hieracium aleiatolepium
Hieracium aleiatolepium es una especie de planta con flor del género Hieracium, de la familia Asteraceae, orden Asterales.

## Distribución
Hieracium aleiatolepium se distribuye por Suecia.

## Taxonomía
Fue descrita científicamente por Dahlst. Fue publicada en Ark. Bot. 9(2): 18 (1909).